# Pavlovce (Prešov)
Pavlovce (in ungherese Kapipálvágása) è un comune della Slovacchia facente parte del distretto di Vranov nad Topľou, nella regione di Prešov.